# Sasos
En computación, "single address space operating system" (SASOS) es un tipo de sistema operativo con un manejo simple de memoria que utiliza solamente un espacio de dirección virtual.

## Proyectos SASOS
- Angel
- BMX
- Mungi
- Texas
- Nemesis
- Opal
- Sombrero
- Torsión Archivado el 1 de febrero de 2020 en Wayback Machine.

- Datos: Q290196